# Аві Коен
Аві Коен (івр. אבי כהן; 14 листопада 1956, Каїр — 29 грудня 2010, Тель-Авів) — ізраїльський футболіст, що грав на позиції захисника. По завершенні ігрової кар'єри — футбольний тренер.
Виступав, зокрема, за «Маккабі» (Тель-Авів), а також національну збірну Ізраїлю. За опитуванням IFFHS увійшов до списку найкращих футболістів Азії ХХ століття  під 22-м номером.
Дворазовий чемпіон Ізраїлю. Чемпіон Англії. Володар Кубка англійської ліги. Володар Кубка чемпіонів УЄФА. 

## Клубна кар'єра
У дорослому футболі дебютував 1973 року виступами за команду клубу «Маккабі» (Тель-Авів), в якій провів шість сезонів. За цей час двічі виборював титул чемпіона Ізраїлю.
Протягом 1979—1981 років захищав кольори команди клубу «Ліверпуль». За цей час додав до переліку своїх трофеїв титул чемпіона Англії, ставав володарем Кубка чемпіонів УЄФА, хоча так й не став гравцем основного складу мерсісайдців.
1981 року повернувся до рідного «Маккабі» (Тель-Авів). Цього разу відіграв за тель-авівську команду наступні шість сезонів своєї ігрової кар'єри.
1987 року знову відправився до Британії, цього разу спробував свої сили у шотландському «Рейнджерс», проте й тут не зміг вибороти собі місце в основній команді клубу і за рік повернувся до тель-авівського «Маккабі».
Завершив професійну ігрову кар'єру у клубі «Маккабі» (Нетанья), за команду якого виступав протягом 1991—1992 років в статусі граючого тренера.

## Виступи за збірну
1976 року дебютував в офіційних матчах у складі національної збірної Ізраїлю. Протягом кар'єри у національній команді, яка тривала 13 років, провів у формі головної команди країни 51 матч, забивши 3 голи.

## Кар'єра тренера
Розпочав тренерську кар'єру, ще продовжуючи грати на полі, 1990 року, очоливши тренерський штаб клубу «Маккабі» (Нетанья).
В подальшому очолював команди клубів «Бейтар» (Тель-Авів), «Маккабі» (Явне), «Маккабі Іроні», «Хапоель» (Кфар-Сава) та «Хапоель» (Ашкелон).
Останнім місцем тренерської роботи був клуб «Маккабі» (Герцлія), головним тренером команди якого Аві Коен був 2001 року.
Помер 29 грудня 2010 року на 55-му році життя у місті Тель-Авів унаслідок травм, отриманих в мотоциклетній аварії тижнем раніше.

## Титули і досягнення
- Чемпіон Ізраїлю (2):

«Маккабі» (Тель-Авів): 1976-1977, 1978-1979
- Чемпіон Англії (1):

«Ліверпуль»: 1979-1980
- Володар Кубка Ізраїлю (2):

«Маккабі» (Тель-Авів): 1976-1977, 1986-1987
- Володар Кубка англійської ліги (1):

«Ліверпуль»: 1980-1981
- Володар Кубка шотландської ліги (1):

«Рейнджерс»: 1987-1988
- Володар Суперкубка Ізраїлю (1):

«Маккабі» (Тель-Авів): 1988
- Володар Суперкубка Англії (2):

«Ліверпуль»: 1979, 1980
- Володар Кубка чемпіонів УЄФА (1):

«Ліверпуль»: 1980-1981